# Hammond (condado de St. Croix, Wisconsin)
Hammond es un pueblo ubicado en el condado de St. Croix en el estado estadounidense de Wisconsin. En el Censo de 2010 tenía una población de 2.102 habitantes y una densidad poblacional de 24,73 personas por km².

## Geografía
Hammond se encuentra ubicado en las coordenadas 44°59′51″N 92°26′43″O / 44.99750, -92.44528. Según la Oficina del Censo de los Estados Unidos, Hammond tiene una superficie total de 85 km², de la cual 84.64 km² corresponden a tierra firme y (0.43%) 0.36 km² es agua.

## Demografía
Según el censo de 2010, había 2.102 personas residiendo en Hammond. La densidad de población era de 24,73 hab./km². De los 2.102 habitantes, Hammond estaba compuesto por el 97.34% blancos, el 0.33% eran afroamericanos, el 0.14% eran amerindios, el 1% eran asiáticos, el 0% eran isleños del Pacífico, el 0.38% eran de otras razas y el 0.81% pertenecían a dos o más razas. Del total de la población el 1% eran hispanos o latinos de cualquier raza.